# Државни пут 232
Државни пут IIА реда 232 је регионални пут у јужној Србији. Пут повезује Грделичку клисуру код Предејана са Црном Травом.

## Траса пута
| \| \| \| \| Везе \| \| -- \| ---------- \| \| ---------------------------- \| \| 0 \| Предејане \| \| Лесковац, Врање \| \| 29 \| Црна Трава \| \| Власотинце, Власинско језеро \| |            |  |                              |
| |            |  | Везе                         |
| 0 | Предејане  |  | Лесковац, Врање              |
| 29 | Црна Трава |  | Власотинце, Власинско језеро |